# Symphodus doderleini
Symphodus doderleini es una especie de peces de la familia Labridae en el orden de los Perciformes.

## Morfología
Los machos pueden llegar alcanzar los 10 cm de longitud total.
Color rojizo o naranja, con una pequeña mancha negra en la aleta caudal, una banda longitudinal plateada en medio de cada lado y encima otra de un color pardo oscuro.
A los dos años las hembras pueden pasar a ser machos. Son muy territoriales.

## Distribución geográfica
Se encuentra en el Mediterráneo (salvo el Golfo de León) y al Mar de Mármara.

## Hábitat
Vive principalmente en las praderas de  fanerógamas marinas y, en general, no se acerca a las costas.